# Tanga
La tanga (en Hispanoamérica) o el tanga (en España) es un traje de baño o prenda de ropa interior que por delante cubre los genitales y cuya parte trasera va desde una tira de uno a dos centímetros hasta una delgada cuerda que se une a la cintura a través de un  triángulo o de una T, dejando al descubierto ambas nalgas. Este último tipo de tanga es conocido en algunas regiones como "tanga hilo dental" o simplemente "hilo dental".   
En algunos países de Sudamérica a la tanga se le denomina colaless. En Uruguay es una bombacha femenina de tamaño muy reducido. Bombacha es una prenda interior femenina que cubre desde la cintura hasta el arranque de las piernas, con aberturas para el paso de estas.

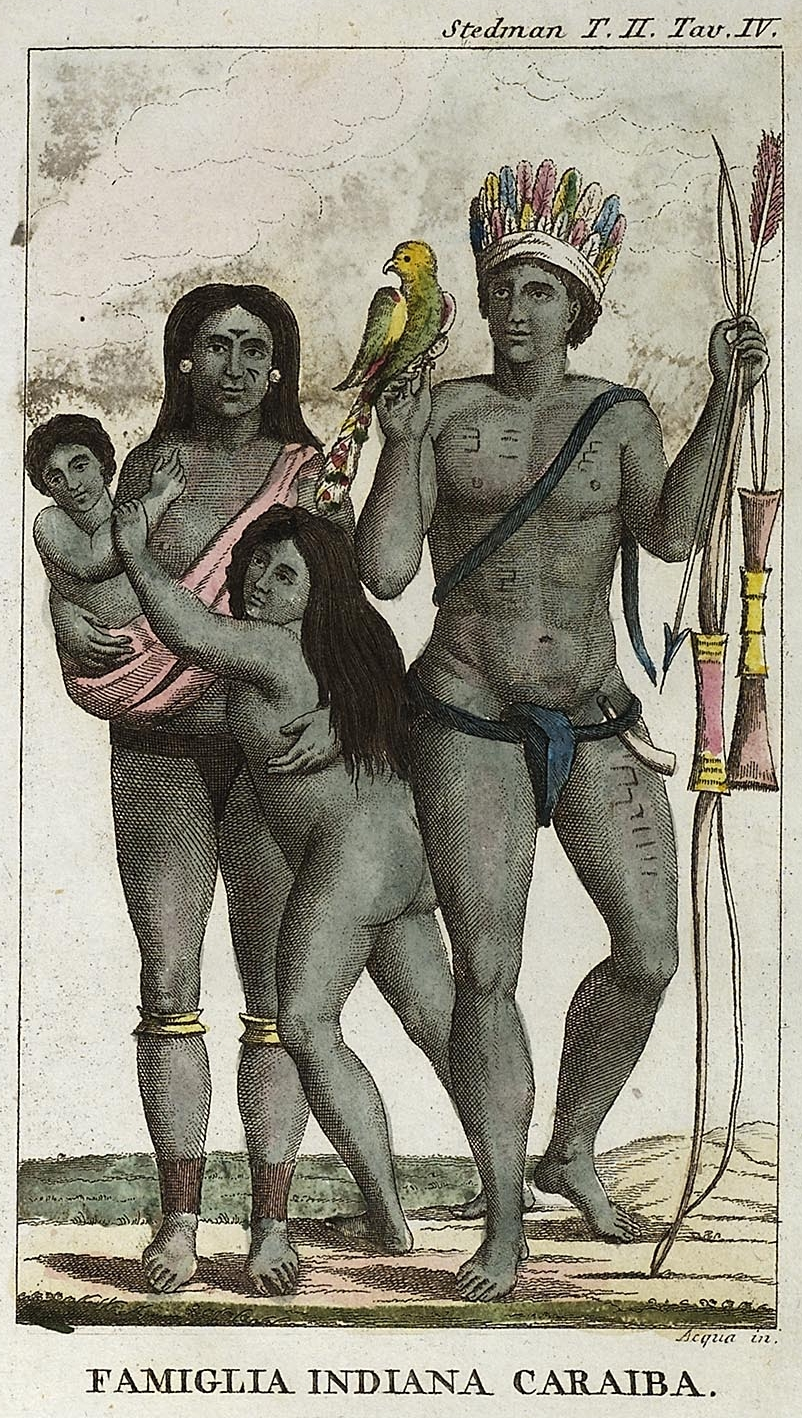
Pueblos nativos del continente americano tan distantes como los guaraníes, mapuches, aztecas, sanavirones, boras, y caribes (foto) usaban tanga.

La versión más extendida es que  del nombre de la prenda triangular, elaborada con fibras vegetales, que las indígenas tupí  brasileñas se colocaban para taparse la zona genital, aunque hay otras versiones más dudosas que apuntan a un origen africano y una abreviatura de Tanganica, pues allí los hombres y las mujeres también utilizaban una prenda similar.
La tanga brasileña (conocido como semihilo en Venezuela) es otro tipo intermedio que cubre un poco más que el tanga y menos que la braguita. Estos son los dos tipos principales de tangas de los que existen muchas variantes y estilos.

## Uso

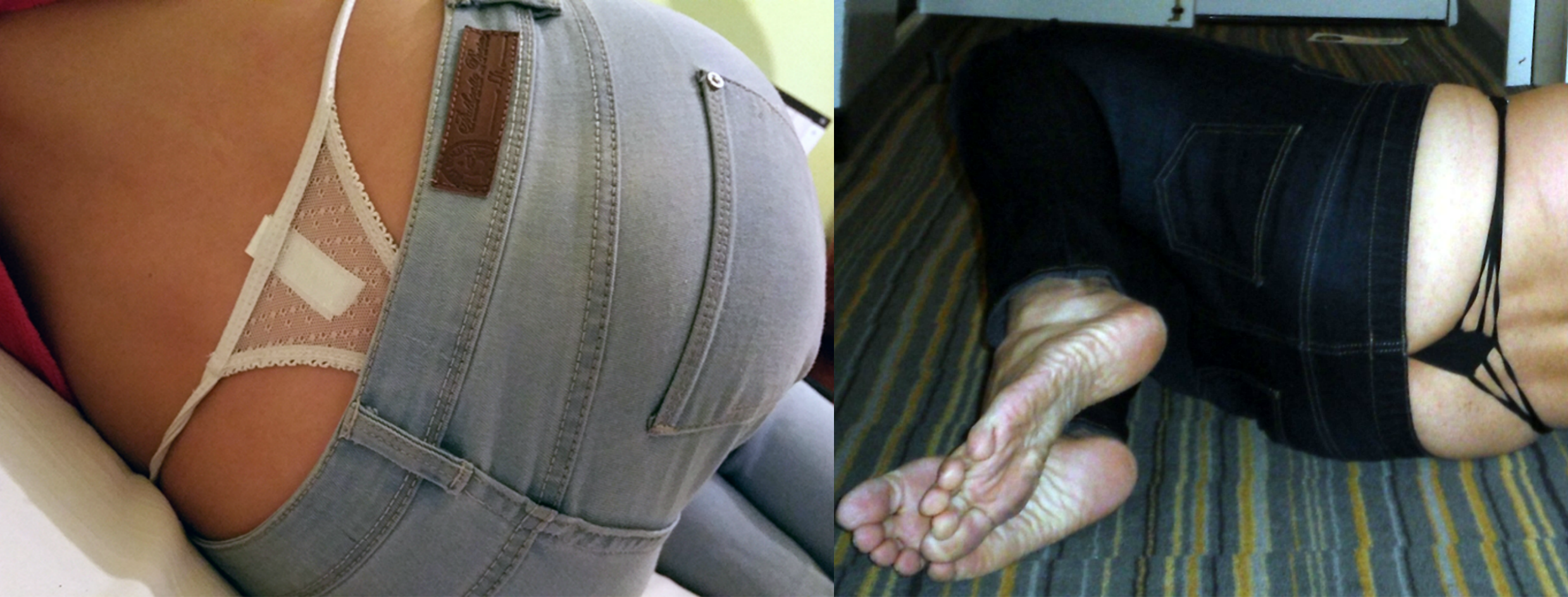
Cola de ballena: tanga en una mujer (en la foto izquierda) y tanga en un hombre (en la foto derecha) expuesta por encima de unos vaqueros de tiro bajo.

En muchas culturas se llevan usando desde antiguo prendas similares como el taparrabos o el fundoshi. Fue reinventada en Brasil por el genovés Carlos Ficcardi en 1974, y comenzada a comercializar por el diseñador Rudi Gerneich que la puso de moda escandalizando a algunos países.
Si bien esta prenda es usada tanto por mujeres y niñas, como por hombres y niños, en algunos países el uso en estos últimos da pie a no pocos prejuicios producto del sexualismo, motivo por el cual se suele reservar el uso exclusivamente a las mujeres y niñas.

## Cola de ballena
En jerga, se llama cola de ballena (en inglés, whale tail) a la cinturilla de una tanga cuando asoma por encima de la de un pantalón de tiro bajo, unos shorts o una falda, creando una forma que recuerda a la cola de una ballena. Una exposición de la ropa interior estrechamente relacionada es cuando ésta se ve a través del pantalón o la falda, lo que se denomina visible panty line (en inglés, ‘línea de las bragas visible’).

### Moda
La cola de ballena se expone por encima de los pantalones principalmente al sentarse o inclinarse, o permanentemente, según el estilo de los pantalones, de la ropa interior y de la forma en que se lleven. La aparición de esta Y de tela puede ser deliberada o accidental. Pantalones especialmente diseñados como los de tiro bajo o los hip-huggers y tangas de cinturilla alta llevan a una mayor exposición de la cola de ballena. La creciente popularidad de los vaqueros de tiro bajo ha llevado a una mayor exposición de colas de ballena desde finales de los años 1990. El fenómeno se ha comparado al de la exhibición de los tirantes del sujetador. La popularización de las colas de ballena empezó a finales de la década, cuando una modelo de Gucci mostró una en un desfile, Melanie Blatt de las All Saints fue fotografiada enseñando su tanga cuando salía de un taxi y Victoria Beckham sugirió que su marido disfrutaba llevando sus tangas en casa.

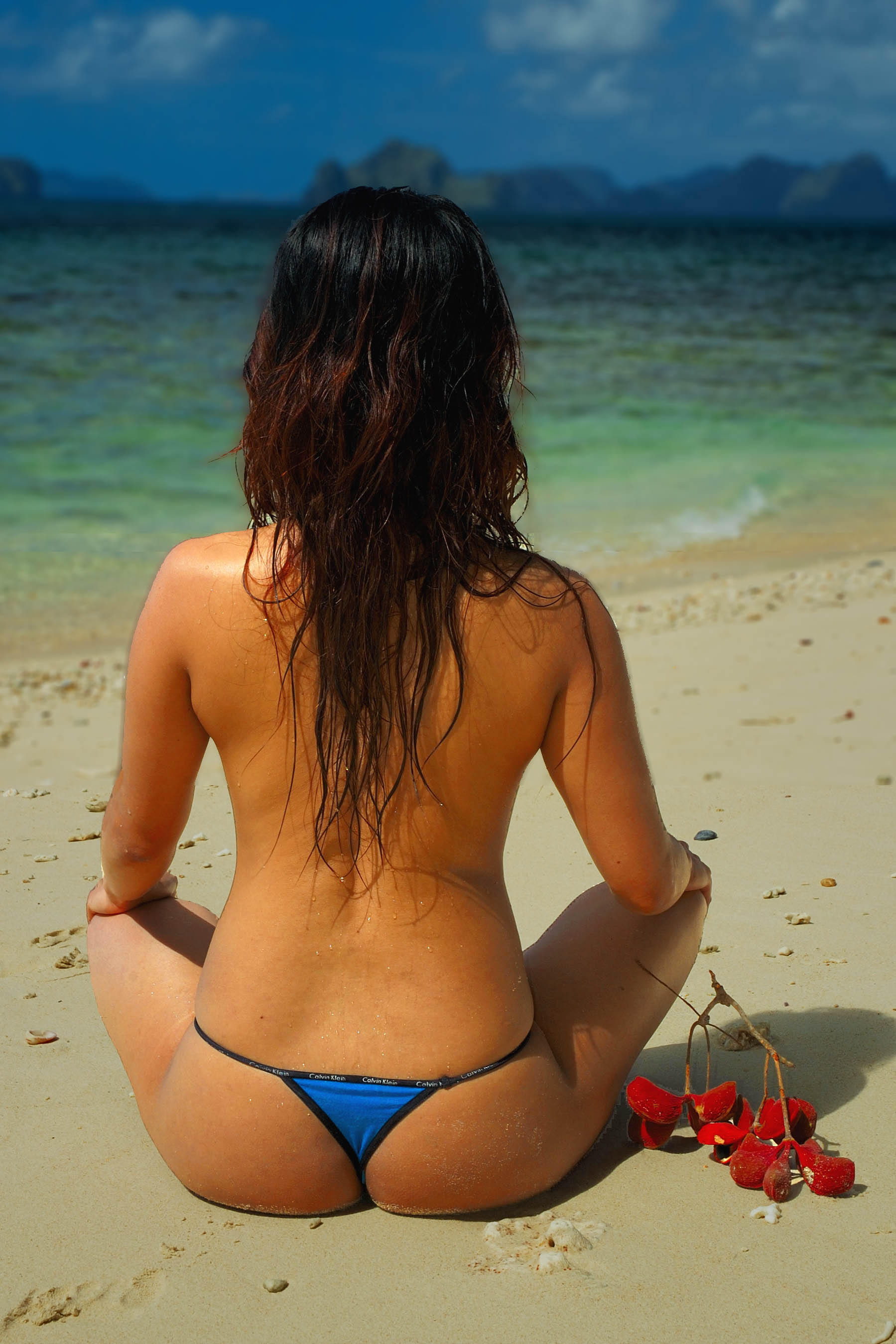
Una mujer en tanga y topless.

La tendencia en vestimenta por capas de los primeros años 2000 está liderada por el estilo cola de ballena que incorpora vaqueros hip-hugger, tops cortos y tangas de cintura alta, y que fue popularizado por Britney Spears y Anna Kournikova. The Oregonian, un diario de Portland (Oregón), publicó en 2004 que las colas de ballena se había convertido en una distracción en el campus universitario.
Jess Cartner-Morley, crítica de moda del diario The Guardian, afirmó que imitar a las estrellas del pop con pantalones de tiro bajo supuso el auge de la «era de los pantalones de cintura baja y tanga cola de ballena». Cartner-Morley citó a Louise Hunn, editora de la edición británica de InStyle, diciendo cuando discutía el auge de la exposición de muffin tops y colas de ballena al que había llevado la moda de los vaqueros de tiro bajo que: «Cuando un look se populariza, la gente empieza a llevarlo mal. Y entonces la gente realmente fashion se aleja una milla.» The New York Times afirmó que la tanga, llevando los tirantes por encima de las caderas y expuesta por vaqueros de tiro bajo y mallas deportivas, se había convertido en un icono público: «Igual que Madonna hizo a los sujetadores una prenda visible en los 80, Monica Lewinsky, Britney Spears y Paris Hilton transformaron las bragas en una prenda provocativa destinada a la exhibición pública.» A principios de los años 2000, las colas de ballena se hicieron comunes entre las famosas, dando nuevas oportunidades a los paparazzi. El cantante de R&B Sisqó dedicó a las colas de ballena su Thong Song (‘Canción de la tanga’). El director de cine porno Mike Metropolis ha rodado tres películas basadas en las colas de ballena —Whale Tail (2005), Whale Tail I (2005) y Whale Tail II (2006)— protagonizadas por Mark Ashley.
En 2004, el diputado por el estado de Luisiana Derrick Shepherd hizo la propuesta de ley n.º 1626, también conocida como Baggy Pants Bill (‘Proyecto de Ley de las Bragas Anchas’) que afirma: «Será ilegal que cualquier persona aparezca en público llevando los pantalones por debajo de la cintura y exponiendo así su piel o ropa interior.» Los infractores, según la propuesta de ley, se expondrían a tres jornadas de ocho horas de servicios a la comunidad y una multa de hasta 175 dólares. En Opelousas (Luisiana), llevar pantalones bajos que revelen los glúteos o la ropa interior se considera un delito menor y conlleva una sanción máxima de 500 dólares y hasta 6 meses de prisión. La tendencia de llevar vaqueros que revelen la cola de ballena empezó a disiparse en la segunda mitad de la década de los 2000 cuando los diseñadores de moda estadounidenses desviaron su atención de los pantalones de tiro bajo y las barrigas al aire hacia los pantalones de cintura alta y los cárdigan. Aunque las tangas siguen suponiendo el 25% de los 2500 millones de dólares anuales que suponen el mercado de ropa interior femenina, su crecimiento se detuvo a finales de 2004. Para 2007, suponían solo el 12% del mercado de bragas. Trinny Woodall, presentadora del programa de la BBC What Not to Wear (‘Qué no ponerse’), describió a las mujeres que llevaban tangas visibles por encima de sus pantalones como «desagradables», mientras Jodie Marsh, modelo y estrella de telerrealidad, dijo: «Enseñar la tanga está ya un poco anticuado.» Además, Cartner-Morley afirma que la cola de ballena y el muffin top, «crímenes gemelos de la moda moderna», también han llevado al declive en la popularidad de los vaqueros de tiro bajo. Jessica Kaminsky escribió: «Odio que las chicas dejen que sus “colas de ballena” escapen de sus pantalones». De los hombres ropa interior tangas mercado alcanzó 2700 millones de dólares anuales y creció 3% en los 12 meses terminando septiembre de 2014 (desde octubre de 2013 para septiembre de 2014).

### Fenómeno lingüístico
La expresión whale tail fue seleccionada por la American Dialect Society  (—es decir: Sociedad de Dialecto Estadounidense— un grupo de lingüistas, editores y académicos) en enero de 2006 como la «palabra más creativa» de 2005, ganando por 44 votos. Las otras nominaciones del año fueron muffin top (‘copa de magdalena’, la lorza de carne colgante sobre la cinturilla de un vaquero de tiro bajo, 25 votos), flee-ancée (juego de palabras con flee, ‘huir’, y fiancée, ‘novia’, en alusión a la novia a la carrera Jennifer Wilbanks, 15 votos) y ‘pinosaurio’ (pinosaur, un pino Wollemia muy viejo cerca de las Montañas Azules australianas, 6 votos). Mientras discutía estos neologismos, Sali Tagliamonte, profesor asociado de lingüística en la Universidad de Toronto, observó que las mujeres jóvenes de Norteamérica estaban por delante de los hombres en cuanto a influencia. El uso del término para aludir al fenómeno de la ropa interior se ha dado en medios de comunicación serios, a veces en referencia a las estrellas del pop que popularizaron esta tendencia. Wayne Glowka, miembro de la Georgia College & State University y presidente del Comité de Nuevas Palabras de la American Dialect Society, dijo sobre el acontecimiento: «El idioma sólo sigue su alegre camino, creando muchas palabras nuevas. Es hora de que los hombres ganen algo.»